# Magic Lantern
Magic Lantern – firmware rozwijany przez entuzjastów aparatów cyfrowych Canon i wydawany na licencji otwartego oprogramowania. Magic Lantern jest nakładką programową na firmowe oprogramowanie aparatów fotograficznych Canon DSLR z serii EOS, daje ono możliwość użytkowania opracowanych przez twórców zaawansowanych funkcji fotograficznych, jak i filmowych.

## Historia projektu
Magic Latern oryginalnie został napisany jako nakładka systemowa do Canona 5D Mark II przez Trammela Hudsona w 2009 roku.
W 2010 roku do projektu dołączył A1ex, twórca podobnego oprogramowania Canon Hack Development Kit dla aparatów kompaktowych Canona, który poprzenosił projekt na inne modele aparatów.
Magic Lantern jest opracowywany jako nakładka programowa dodając rozbudowane funkcje do trybów fotografii i produkcji filmowej, takie jak Time lapse, HDR, zaawansowane tryby sterowania Czułością filmu, ustawieniami migawki oraz rozwijana od 2013 funkcja RAW Video.
Magic Lantern jest bootowalny z karty po każdym włączeniu aparatu. Nie zastępuje oryginalnego firmware w aparatach Canon i podczas użytkowania daje pełny dostęp do oryginalnych funkcji aparatu.
Projekt jest rozwijany w oparciu o model non-profit i licencji GNU. Twórcy udostępnili możliwość wpłacania dobrowolnych dotacji, co pozwala na dalsze rozwijanie projektu.

## Obsługiwane modele
| Model aparatu         | Firmware aparatu | Wersja stabilna | Uwagi                                         |
| --------------------- | ---------------- | --------------- | --------------------------------------------- |
| Canon EOS 5D          |                  | N               | otwarta beta                                  |
| Canon EOS 5D Mark II  | 2.1.2            | T               | wersja 2.3                                    |
| Canon EOS 5D Mark III |                  | N               | zamknięta beta                                |
| Canon EOS 6D          |                  | N               | zamknięta beta                                |
| Canon EOS 7D          |                  | N               | otwarta alfa                                  |
| Canon EOS 50D         | 1.0.9            | T               | wersja 2.3                                    |
| Canon EOS 60D         | 1.1.1            | T               | wersja 2.3                                    |
| Canon EOS 500D        | 1.1.1            | T               | wersja 2.3                                    |
| Canon EOS 550D        | 1.0.9            | T               | wersja 2.3                                    |
| Canon EOS 600D        | 1.0.2            | T               | wersja 2.3                                    |
| Canon EOS 650D        | 1.0.4            | T               | wersja z 2018-07-03 dla Canon Firmware v1.0.4 |
| Canon EOS 700D        | 1.1.5            | T               | wersja z 2018-07-02 dla Canon Firmware v1.1.5 |
| Canon EOS 1000D       |                  | N               | wersja RC – kandydat do wydania               |
| Canon EOS M           |                  | N               | otwarta alfa                                  |
| Canon EOS 100D        | 1.0.1            | N               | otwarta beta                                  |